# ラチェット効果

「前進」方向に移動し、後方へ移動できない機械式ラチェット。

ラチェット効果（ラチェットこうか、英語: Ratchet effect）とは、社会学および経済学における概念であり、特定の事象が発生した後に一連の行動を逆転させることの難しさを示すもので、片方向への移動を可能にし、反対方向には固定または締め付ける機械式ラチェットに似ている。この概念は、複数の研究分野に適用されており、スコープクリープ、ミッションクリープ、およびフィーチャークリープの現象と関連がある。

## 背景
ラチェット効果は、アラン・ピーコックとジャック・ワイズマンの1961年の報告書「イギリスにおける公共支出の増加」で初めて明らかになった。ピーコックとワイズマンは、危機の後、公共支出はラチェットのように増加することを発見した。
この用語は、後にアメリカの歴史家ロバート・ヒッグスによって1987年の著書『危機とリヴァイアサン』でさらに拡張され、戦時措置、自然災害、経済危機などの一時的なニーズのために最初に作成された巨大な官僚組織を縮小することの難しさを経験する政府に関連して、ピーコックとワイズマンの研究を強調した。
この影響は、改革や解体に抵抗する無数の官僚主義の層を持つ大企業にも同様に及ぶ可能性がある。職場では、「ラチェット効果とは、中央管理者が来年の目標を昨年の業績に基づいて設定する傾向を指し、これは、次の目標期間にもまだその職に就いていると予想する管理者が、たとえ容易に達成できたとしても、目標を超えないようにするという逆説的なインセンティブを持つことを意味する」。

## 適用

### 飢饉サイクル
生物学者で環境保護活動家のギャレット・ハーディンは、食糧援助が飢饉でそうでなければ死ぬであろう人々をどのように生かし続けるかを説明するためにこのフレーズを使用した。彼らはより良い時代に生き、繁殖し、食糧の供給が増加していないため、別のより大きな危機を避けられないものにする。

### 生産戦略
ジャン・ティロールは、規制と独占に関する先駆的な研究でこの概念を使用した。ラチェット効果は、出来高払いを採用している競争の激しい産業など、インセンティブが現在と過去の両方の生産に依存する環境で発生する経済戦略を示すことができる。生産者は、インセンティブが彼らの生産に基づいて再調整されるため、生産の増加は一時的なインセンティブの増加しかもたらさず、恒久的により大きな作業支出を必要とすることを観察する。したがって、彼らは強制されない限り、隠された生産能力を明らかにしないことを決定する。

### ゲーム理論
ラチェット効果は、数学的パロンドのパラドックスの中心である。

### 文化人類学
1999年、比較心理学者マイケル・トマセロは、文化の進化に光を当てるためにラチェット効果の比喩を使用した。彼は、人間の文化の共有性は、それが累積的な性格を持つことを意味すると説明している。特定の発明が一旦行われると、それはある精神から別の精神へと（模倣によって）ジャンプすることができ、したがって集団全体が新しい形質を獲得することができる（そのため、ラチェットは1つ「上」に上がった）。比較心理学者クラウディオ・テニー、トマセロ、ジョセップ・コールはこれを「文化的ラチェット」と呼び、彼らは霊長類の中で、それが人間の文化に固有のものであると説明している。

### 発生生物学
初期胚発生において、細胞運命伝達カスケードを開始する受容体は、モルフォゲン濃度に応答してラチェット効果を示す。低い受容体占有率は、細胞運命を変化させる受容体占有率の増加を可能にするが、高い受容体親和性は、より低い濃度の細胞運命につながるリガンド解離を可能にしない。

### 技術規制
ラチェット効果は、コリングリッジジレンマに反映されている。

### 消費者製品
ラチェット効果は、多くの消費財の生産における長期的な傾向に見ることができる。毎年、自動車は徐々に多くの機能を獲得している。競争圧力により、原材料の真の不足（例えば、コストを急激に上昇させる石油不足）によって強制されない限り、メーカーは機能を削減することが難しくなる。大学の教科書出版社は、過剰な内容と機能を持つ教科書の制作に徐々に「行き詰まる」。
ソフトウェア開発では、競合する製品は、競合製品のすべての機能を提供する必要があると仮定し、追加の機能を追加するために、競合製品の仕様リストを使用することがよくあります。これは、顧客が使用するかどうかとは無関係に、競合他社のすべての機能を追加する必要があると考えられる「フィーチャークリープ」につながる可能性がある。
航空会社は、終了するのがますます難しくなるフリークエントフライヤープログラムを開始する。家電製品の連続世代は徐々に多くの機能を獲得する。ソフトウェアの新版はより多くの機能を獲得する。などなど。これらのすべての商品について、追加された機能が使いやすさを本当に向上させるのか、それとも単に人々が商品を購入する傾向を高めるだけなのかについて、議論が続いている。

### 貿易法
この用語は、1990年代にMAI交渉グループによって、参加の条件として政府の強制的な同意を得て立法上のロールバックを防止することにより、「自由貿易」に向けた立法上の進展を強制する装置の本質として含まれた。
ロールバックとは、MAIに適合しない措置の削減と最終的な排除が行われる自由化プロセスである。これは、出発点を提供する現状維持に関連付けられた動的な要素である。現状維持と組み合わせることで、「ラチェット効果」が生み出され、新たな自由化措置は「固定」されるため、時間の経過とともに廃止または無効にすることができなくなる。